# Vincent Pastore
Vincent Pastore (Nova Iorque, 14 de julho de 1946) é um ator americano de origem italiana, frequentemente escalado para interpretar papéis de mafiosos, célebre por sua interpretação do personagem Salvatore "Big Pussy" Bonpensiero na série de televisão The Sopranos (no Brasil, Família Soprano).

## Carreira
- 1988: Black Roses: Sr. Ames, pai de Tony
- 1989: True Love: Angelo
- 1990: Goodfellas: Homem com o cabide de casacos
- 1990: Backstreet Dreams: Fat Tony
- 1990: Awakenings: Paciente nº 6
- 1991: Men of Respect: Sammy
- 1992: Who Do I Gotta Kill?: Aldo "Birdman" Badamo
- 1992: The Bet: Nino
- 1992: Flodder in Amerika!
- 1993: Italian Movie: Vinny
- 1993: Who's the Man?: Tony 'Clams' Como
- 1993: Taking the Heat (TV): Homem de Tommy no degraus do tribunal
- 1993: Carlito's Way: Mafioso do Copa
- 1994: The Dutch Master: Pai de Teresa
- 1994: Hand Gun: Earls Man Harry
- 1994: The Ref: Policial estadual
- 1994: It Could Happen to You: Membro nº1 do time de boliche
- 1995: Pictures of Baby Jane Doe: Dan
- 1995: The Jerky Boys: Tony Scarboni
- 1995: The Basketball Diaries: Trabalhador da construção
- 1995: Blue Funk: John
- 1995: Money Train: Apostador
- 1996: Walking and Talking: Paciente de Laura
- 1996: West New York: Carmine Ferraro
- 1996: Sunset Park: Charlie, o zelador
- 1996: Joe's Apartment: Negociante do apartamento nº2
- 1996: Gotti (TV): Angelo Ruggiero
- 1997: A Brooklyn State of Mind: Vinnie "D"
- 1997: Night Falls on Manhattan: Policial nº3
- 1997: All Over Me: Don
- 1997: The Last Don (TV): Fuberta
- 1997: Six Ways to Sunday: Tio Max
- 1997: The Deli: Lou
- 1998: No Exit: Tony Landano
- 1998: Witness to the Mob (TV): Mikey De Batt
- 1998: Jane Austen's Mafia!: Gorgoni
- 1999: The Rules (For Men)
- 1999: 18 Shades of Dust: Matty 'The Horse' Brancato
- 1999: Mickey Blue Eyes: Al
- 1999: The Hurricane: Alfred Bello
- 1999: A Slight Case of Murder (TV): Taxista
- 1999 - 2000: The Sopranos (TV): Salvatore "Big Pussy" Bonpensiero
- 2000: Blue Moon: Joey
- 2000: Two Family House: Angelo
- 2000: Under Hellgate Bridge: Mitch
- 2001: Dating Service
- 2001: Made: Jimmy
- 2001: After the Storm (TV)
- 2001: Corky Romano: Tony
- 2001: Riding in Cars with Boys: Tio Lou
- 2002: Deuces Wild: Padre Aldo
- 2002: Serving Sara: Tony
- 2003: Mail Order Bride: Tootie
- 2003: American Cousins: Tony
- 2003: Last Laugh (TV): Harry Murphy
- 2003: A Tale of Two Pizzas: Vito Rossi
- 2003: This Thing of Ours: Skippy
- 2003: One Life to Live (série de TV): Arthur 'Rack 'em up' Ross (2003-2004)
- 2004: The Cookout: Vendedor de cocô
- 2004: Shark Tale: Luca (voz)
- 2005: Spy: Dante LeClair
- 2005: Remedy: Casper Black
- 2005: Johnny Slade's Greatest Hits: Vic
- 2005: Revolver: Zach
- 2006: The Ocean: Joe Castelli
- 2006: Dinner with the FoodFellas (TV): Apresentador
- 2006: Return to Sleepaway Camp: Frank
- 2006: Rampage: The Hillside Strangler Murders: Angelo Buono
- 2006: Bachelor Party Vegas: Sr. Kidd
- 2008: The Celebrity Apprentice (reality show): Ele próprio, com Stephen Baldwin
- 2011: Famous Food (reality show): Ele próprio, com Heidi Montag
- 2010-2011: Pair of Kings (série): Yamakoshi